# 2K Games
2K Games és una empresa de publicació subsidiària de Take-Two Interactive. Va ser creat el 25 de gener de 2005 abans d'haver comprat Visual Concepts de Take-Two la subsidiària de Kush Games de Sega per US$24 milions.
El nom de "2K Games" ve de la sèrie de videojocs d'esports de Visual Concepts anomenat 2K series, que va ser publicat en un principi per la consola Sega Dreamcast. 2K Games s'ubica a Manhattan. La marca publica una gran varietat de títols de consola i ordinador creats internament i externament.

## Videojocs
Per jocs publicats per Sega a Visual Concepts en l'adquisició a Take-Two, vegeu 2K Sports.
| Videojoc                                   | Llançament | Format |
| ------------------------------------------ | ---------- | --- |
| Sid Meier's Pirates!                       | 2004       | Microsoft Windows, Xbox, Playstation Portable                                                                         |
| Amped 3                                    | 2005       | Xbox 360 |
| Call of Cthulhu: Dark Corners of the Earth | 2005       | Xbox, Microsoft Windows                                                                                               |
| Civilization IV                            | 2005       | Microsoft Windows, Mac OS X                                                                                           |
| Close Combat: First to Fight               | 2005       | Microsoft Windows, Xbox, Mac OS X                                                                                     |
| Conflict: Global Terror                    | 2005       | PlayStation 2, Xbox, Microsoft Windows                                                                                |
| Dungeon Siege II                           | 2005       | Microsoft Windows |
| Dungeon Siege II                           | 2005       | Microsoft Windows |
| Jade Empire                                | 2005       | PC |
| Motocross Mania 3                          | 2005       | PlayStation 2, Xbox                                                                                                   |
| Serious Sam II                             | 2005       | Microsoft Windows, Linux, Xbox                                                                                        |
| Vietcong 2                                 | 2005       | Microsoft Windows |
| 24: The Game                               | 2006       | PlayStation 2 |
| CivCity: Rome                              | 2006       | Microsoft Windows |
| Civilization IV: Warlords                  | 2006       | Microsoft Windows, Mac OS X                                                                                           |
| Dungeon Siege II: Broken World             | 2006       | Microsoft Windows |
| Dungeon Siege: Throne of Agony             | 2006       | Playstation Portable                                                                                                  |
| Family Guy Video Game!                     | 2006       | Xbox, Playstation 2, Playstation Portable                                                                             |
| Prey                                       | 2006       | Microsoft Windows, Xbox 360, mòbil, Mac OS X                                                                          |
| Sid Meier's Railroads!                     | 2006       | Microsoft Windows |
| Stronghold Legends                         | 2006       | Microsoft Windows |
| The Da Vinci Code                          | 2006       | Playstation 2, Xbox, Microsoft Windows                                                                                |
| The Elder Scrolls IV: Oblivion             | 2006       | Microsoft Windows, Xbox 360, Playstation 3                                                                            |
| BioShock                                   | 2007       | Xbox 360, Microsoft Windows, Playstation 3                                                                            |
| Civilization IV: Beyond the Sword          | 2007       | Microsoft Windows |
| Fantastic Four: Rise of the Silver Surfer  | 2007       | Nintendo DS, Wii, Xbox 360, Playstation 2, Playstation 3                                                              |
| Ghost Rider                                | 2007       | Playstation 2, Xbox, Playstation Portable, Game Boy Advance                                                           |
| The Darkness                               | 2007       | Playstation 3, Xbox 360                                                                                               |
| The Elder Scrolls IV: Shivering Isles      | 2007       | Microsoft Windows, Xbox 360                                                                                           |
| Borderlands                                | 2008       | Playstation 3, Microsoft Windows, Xbox 360 1                                                                          |
| Civilization IV: Colonization              | 2008       | Microsoft Windows |
| Civilization Revolution                    | 2008       | Nintendo DS, Playstation 3, Xbox 360                                                                                  |
| Don King Presents: Prizefighter            | 2008       | Xbox 360, Nintendo DS, Wii                                                                                            |
| NHL 2K9                                    | 2008       | Playstation 2, Xbox 360, Playstation 3, Wii (primer joc oficial de la NHL i la NHLPA amb llicència pel joc de la Wii) |
| BioShock 2                                 | 2009       | Xbox 360, Microsoft Windows, Playstation 3                                                                            |
| Mafia II                                   | 2009       | Xbox 360, Microsoft Windows, Playstation 3                                                                            |
| Champions Online                           | 2009       | Xbox 360, Microsoft Windows                                                                                           |

- Nota 1:  En desenvolupament

## Estudis
| Nom                | Anys actiu (com a estudi 2K) | Notes |
| ------------------ | ---------------------------- | --- |
| Firaxis Games      | 2005 - present               | Adquirit el 7 de novembre de 2005.                                                                                   |
| 2K Boston          | 2006 - present               | Anteriorment conegut com a còpia de BioShock del Irrational Games.                                                   |
| 2K Australia       | 2006 - present               | Anteriorment conegut com a còpia de BioShock del Irrational Games.                                                   |
| 2K Play            | 2007 - present               | Dedicat al joc casual                                                                                                |
| 2K Marin           | 2007 - present               | Un nou estudi amb antics treballadors de Irrational Games. Actualment treballen en el BioShock per la Playstation 3. |
| Venom Games        | 2004 - present               | Actualment creat Don King Presents: Prizefighter.                                                                    |
| 2K Shanghai        | 2006 - present               | Més conegut com a 2K China.                                                                                          |
| 2K Czech           | 2008 - present               | Anteriorment conegut com a Illusion Softworks del Mafia.                                                             |
| Frog City Software | ? - Tancat                   | tancat minuciosament del 2005 a principis 2006.                                                                      |
| Indie Built        | 2004 - 2006                  | Anteriorment part de Microsoft. Tancat el 28 d'abril de 2006.                                                        |
| PopTop Software    | ? - 2006                     | Es va consolidar a Firaxis Games.                                                                                    |